# Zaborani (Konjic)
Pour les articles homonymes, voir Zaborani.
Zaborani (en cyrillique : Заборани) est un village de Bosnie-Herzégovine. Il est situé dans la municipalité de Konjic, dans le canton d'Herzégovine-Neretva et dans la fédération de Bosnie-et-Herzégovine. Selon les premiers résultats du recensement bosnien de 2013, il ne compte aucun habitant.
Avant la guerre de Bosnie-Herzégovine, le village faisait entièrement partie de la municipalité de Nevesinje ; après la guerre, son territoire a été partiellement rattaché à la municipalité de Konjic, intégrée à la fédération de Bosnie-et-Herzégovine.

## Démographie

### Évolution historique de la population
| 1948 | 1953 | 1961 | 1971 | 1981 | 1991 | 2013 |
| ---- | ---- | ---- | ---- | ---- | ---- | ---- |
| -    | -    | 100  | 71   | 37   | 28   | 0    |

|  |

### Répartition de la population par nationalités (1991)
En 1991, les 28 habitants du village étaient tous serbes.